# 라누쿰볼로호

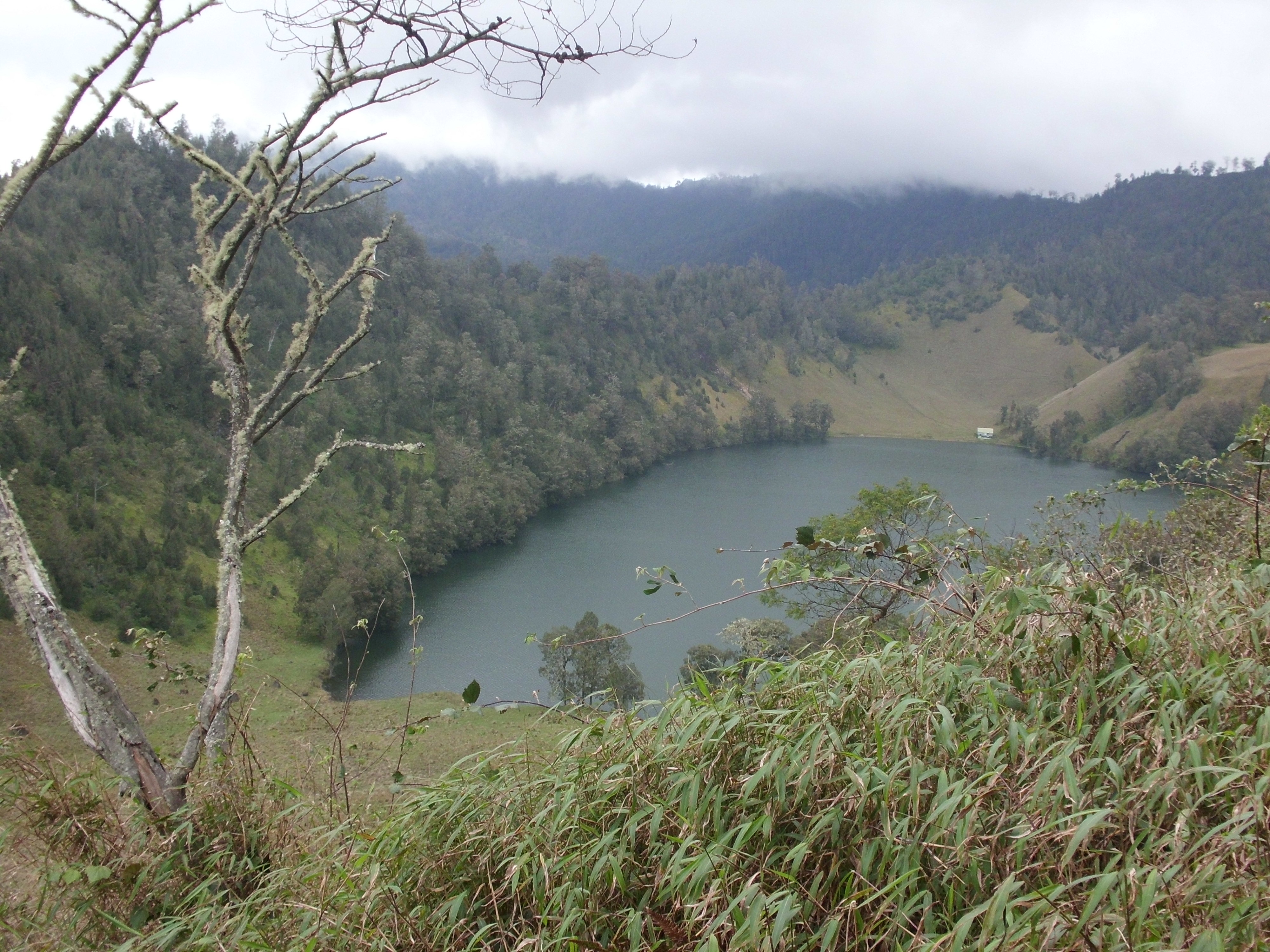

라누쿰볼로호(Ranu Kumbolo)는 인도네시아 자와섬의 세메루산 북쪽, 브로모 화산을 가지고 있는 텐거 칼데라 남쪽에 있다.
이곳은 화산 활동으로 인해 형성된 화산호이며, 세메루산과 가깝기 때문에 세메루산이 폭발하는 것을 쉽게 볼 수 있다. 라노(Rano)는 화산이란
뜻이다. 세메루산 쪽의 숲에 숨겨져 있어 쉽게 보이지 않지만, 태양이 떠서 날이 밝을 때는 쉽게 볼 수 있다.